# The Sweet Escape Tour
The Sweet Escape Tour es la segunda gira realizada por la cantante pop americana Gwen Stefani. El recorrido comenzó en abril de 2007 en apoyo de su segundo álbum en solitario The Sweet Escape. El espectáculo es la continuación a su gira de 2005, The Harajuku Lovers Tour. Los siete meses de recorrido con un total de 101 espectáculos en cuatro mangas y en cuatro continentes finalizó en noviembre de 2007. 
La gira tuvo varios actos complementarios de apertura en la muestra es decir, Akon, Lady Sovereign, Gym Class Heroes, Cansei de Ser Sexy, Shirley Manson, Hoku Ho, OneRepublic, Sean Kingston y la banda colombiana de punk rock El Efecto Hall. La lista de canciones incluidas eran de sus dos discos como solista, Love.Angel.Music.Baby (2004) y The Sweet Escape (2006). 
La gira fue el vigésimo tercer gira comercial más exitosa de 2007 en los Estados Unidos, en cifras brutas más de 30 millones de dólares. El recorrido generalmente recibió comentarios positivos de los críticos.

## Introducción
La gira fue la continuación del Harajuku Lovers Tour (2005). En una comparación global con su anterior gira que fue limitada solamente a América del Norte, ésta fue una gira mundial y convocó al doble de espectadores en EE. UU. Fue la última gira de Stefani como solista antes de reunirse con su banda No Doubt al final del tour para comenzar la grabación de su sexto álbum de estudio. 
El show se caracterizó por mostrar a Gwen como si estuviese escapando de una prisión en el acto de apertura. Se contaba con una pantalla led que se dividía en seis partes y una gran pantalla multimedia de fondo mostrando videos y animaciones.

## Lista de canciones
1 Acto :Sweet jail
1. "The Sweet Escape", con Akon
2. "Rich Girl"
3. "yummy"

2 Acto :American geisha
1. "4 in the Morning"
2. "Luxurious"
3. "Early Winter"

3 Acto :Cautious girl
1. "Wind It Up"
2. "Fluorescent"
3. "Danger Zone"
4. "Hollaback Girl"

3 Acto: Rastafarian girl Honoring

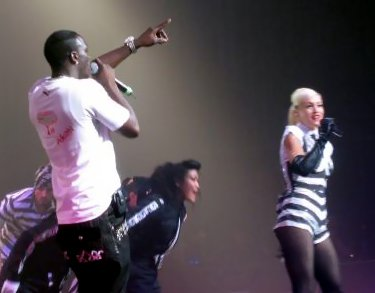
Gwen Stefani y Akon.

1. "Now That You Got It" (versión álbum/reggae remix)
2. "Underneath It All"
3. "Dont Get It Twisted/Breakin' Up"
4. "Cool"
5. "Wonderful Life"
6. "Orange County Girl"

Encore:
1. "The Real Thing (a cappella)
2. "U Started It"
3. "What You Waiting For?"

- "Fluorescent" y "U Started It" no se incluyeron en las listas de conciertos en América Latina, Europa, Asia y Australia .

## Eventos Notables
El recorrido estuvo marcado por muchos acontecimientos notables. La gira tuvo su propio conjunto de controversias. Un grupo de estudiantes que componen La Unión Nacional de Estudiantes Musulmanes de Malasia, prohibió el concierto de Stefani que fue programado para tener lugar el 21 de agosto en el Putra Indoor Stadium. El vicepresidente de la unión, Abdul Muntaqim dijo: "Su presentación y su atuendo no son apropiados para nuestra cultura. Promueve un cierto grado de obscenidad y alienta a los jóvenes a emular el estilo de vida occidental. El concierto debe ser detenido". El organizador del evento, Maxis Communications más tarde respondió: "Stefani ha confirmado que en su concierto no se mostrarán atuendos reveladores. Ella respetará las normativas de las autoridades malasias para asegurar que su espectáculo no será ofensivo para la sensibilidad local". En abril, cristianos criticaron a Akon por haber simulado tener relaciones sexuales sobre un escenario con hija de un predicador de quince años de edad, en un club en Trinidad y Tobago, como parte de un falso concurso. Como resultado de ello, el sponsorde la gira, Verizon Wireless, decidió no patrocinar la gira. 
Stefani donó $166.000 dólares recaudados en el concierto del 30 de octubre en San Diego a "La Fundación San Diego". En los conciertos del 22 y 23 de junio en Irvine, California, Stefani se unió el escenario con sus compañeros de No Doubt. Interpretaron las canciones "Just a girl", "Spiderwebs", "Sunday Morning", "Hella Good" y la versión de Talk Talk "It's My Life".
Otras de las sorpresas presentadas durante el tour, fue la presencia de Shirley Manson, de Garbage. Juntas interpretaron el tema "Wonderful life" el 27 de abril de 2007 en Los Ángeles.

## Fechas del Tour
| Norteamérica             |                  |                 |                                            |
| 21 de abril de 2007      | Las Vegas        | Estados Unidos  | Pearl Concert Theater                      |
| 22 de abril de 2007      | San Diego        | Estados Unidos  | Coors Amphitheatre                         |
| 24 de abril de 2007      | Fresno           | Estados Unidos  | Save Mart Center                           |
| 25 de abril de 2007      | Bakersfield      | Estados Unidos  | Rabobank Arena                             |
| 27 de abril de 2007      | Los Ángeles      | Estados Unidos  | Anfiteatro Gibson                          |
| 28 de abril de 2007      | Phoenix          | Estados Unidos  | Cricket Pavilion                           |
| 30 de abril de 2007      | Salt Lake City   | Estados Unidos  | E Center                                   |
| 2 de mayo de 2007        | Denver           | Estados Unidos  | Pepsi Center                               |
| 3 de mayo de 2007        | Albuquerque      | Estados Unidos  | Journal Pavilion                           |
| 5 de mayo de 2007        | Dallas           | Estados Unidos  | Smirnoff Music Centre                      |
| 6 de mayo de 2007        | Houston          | Estados Unidos  | The Cynthia Woods Mitchell Pavilion        |
| 8 de mayo de 2007        | Tampa            | Estados Unidos  | Ford Amphitheatre                          |
| 9 de mayo de 2007        | West Palm Beach  | Estados Unidos  | Sound Advice Amphitheatre                  |
| 11 de mayo de 2007       | Atlanta          | Estados Unidos  | HiFi Buys Amphitheatre                     |
| 12 de mayo de 2007       | Charlotte        | Estados Unidos  | Verizon Wireless Amphitheatre              |
| 14 de mayo de 2007       | Raleigh          | Estados Unidos  | Alltel Pavilion                            |
| 15 de mayo de 2007       | Virginia Beach   | Estados Unidos  | Verizon Wireless Amphitheatre              |
| 17 de mayo de 2007       | Washington       | Estados Unidos  | Nissan Pavilion                            |
| 18 de mayo de 2007       | Holmdel          | Estados Unidos  | PNC Bank Arts Center                       |
| 20 de mayo de 2007       | Wantagh          | Estados Unidos  | Jones Beach Theatre                        |
| 21 de mayo de 2007       | Uncasville       | Estados Unidos  | Mohegan Sun Arena                          |
| 23 de mayo de 2007       | Boston           | Estados Unidos  | Tweeter Center                             |
| 24 de mayo de 2007       | Camden           | Estados Unidos  | Tweeter Center at the Waterfront           |
| 27 de mayo de 2007       | Atlantic City    | Estados Unidos  | Borgata Hotel y Casino                     |
| 29 de mayo de 2007       | Montreal         | Canadá          | Bell Centre                                |
| 30 de mayo de 2007       | Toronto          | Canadá          | Air Canada Centre                          |
| 1 de junio de 2007       | Detroit          | Estados Unidos  | Palace of Auburn Hills                     |
| 2 de junio de 2007       | Noblesville      | Estados Unidos  | Verizon Wireless Music Center              |
| 4 de junio de 2007       | Omaha            | Estados Unidos  | Qwest Center                               |
| 5 de junio de 2007       | Saint Paul       | Estados Unidos  | Xcel Energy Center                         |
| 7 de junio de 2007       | Milwaukee        | Estados Unidos  | Bradley Center                             |
| 7 de junio de 2007       | London           | Canadá          | John Labatt Centre                         |
| 8 de junio de 2007       | Chicago          | Estados Unidos  | First Midwest Bank Amphitheatre            |
| 10 de junio de 2007      | Winnipeg         | Canadá          | MTS Centre                                 |
| 12 de junio de 2007      | Edmonton         | Canadá          | Rexall Place                               |
| 13 de junio de 2007      | Calgary          | Canadá          | Pengrowth Saddledome                       |
| 15 de junio de 2007      | Vancouver        | Canadá          | General Motors Place                       |
| 16 de junio de 2007      | Seattle          | Estados Unidos  | White River Amphitheatre                   |
| 18 de junio de 2007      | Sacramento       | Estados Unidos  | Sleep Train Amphitheatre                   |
| 19 de junio de 2007      | Mountain View    | Estados Unidos  | Shoreline Amphitheatre                     |
| 22 de junio de 1007      | Irvine           | Estados Unidos  | Verizon Wireless Amphitheatre              |
| 23 de junio de 2007      | Irvine           | Estados Unidos  | Verizon Wireless Amphitheatre              |
| 26 de junio de 2007      | Santa Bárbara    | Estados Unidos  | Santa Barbara Bowl                         |
| 27 de junio de 2007      | Santa Bárbara    | Estados Unidos  | Santa Barbara Bowl                         |
| 29 de junio de 2007      | Reno             | Estados Unidos  | Reno Events Center                         |
| 30 de junio de 2007      | Las Vegas        | Estados Unidos  | MGM Grand Garden Arena                     |
| 13 de julio de 2007      | Monterrey        | México          | Arena Monterrey                            |
| 15 de julio de 2007      | Ciudad de México | México          | Palacio de los Deportes                    |
| Latinoamérica            |                  |                 |                                            |
| 18 de julio de 2007      | San Juan         | Puerto Rico     | Coliseo de Puerto Rico José Miguel Agrelot |
| 21 de julio de 2007      | Bogotá           | Colombia        | Parque Metropolitano Simón Bolívar         |
| El Pacífico              |                  |                 |                                            |
| 26 de julio de 2007      | Auckland         | Nueva Zelanda   | Vector Arena                               |
| 28 de julio de 2007      | Brisbane         | Australia       | Brisbane Entertainment Centre              |
| 30 de julio de 2007      | Sídney           | Australia       | Acer Arena                                 |
| 31 de julio de 2007      | Sídney           | Australia       | Acer Arena                                 |
| 2 de agosto de 2007      | Melbourne        | Australia       | Rod Laver Arena                            |
| 3 de agosto de 2007      | Melbourne        | Australia       | Rod Laver Arena                            |
| 5 de agosto de 2007      | Adelaida         | Australia       | Adelaide Entertainment Centre              |
| 7 de agosto de 2007      | Perth            | Australia       | Burswood Dome                              |
| 11 de agosto de 2007     | Tokio            | Japón           | Summer Sonic                               |
| 12 de agosto de 2007     | Osaka            | Japón           | Summer Sonic                               |
| 14 de agosto de 2007     | Singapur         | Singapur        | Estadio Cubierto de Singapur               |
| 16 de agosto de 2007     | Hong Kong        | Hong Kong       | AsiaWorld Arena                            |
| 19 de agosto de 2007     | Bangkok          | Tailandia       | Impact Arena                               |
| 21 de agosto de 2007     | Kuala Lumpur     | Malasia         | Bukit Jalil Indoor Stadium                 |
| 24 de agosto de 2007     | Honolulu         | Estados Unidos  | Neal S. Blaisdell Center                   |
| 25 de agosto de 2007     | Honolulu         | Estados Unidos  | Neal S. Blaisdell Center                   |
| Europa                   |                  |                 |                                            |
| 10 de septiembre de 2007 | Hamburgo         | Alemania        | Barclaycard Arena                          |
| 12 de septiembre de 2007 | Múnich           | Alemania        | Zenith                                     |
| 14 de septiembre de 2007 | Berlín           | Alemania        | Velodrom                                   |
| 15 de septiembre de 2007 | Colonia          | Alemania        | Lanxess Arena                              |
| 17 de septiembre de 2007 | París            | Francia         | AccorHotels Arena                          |
| 18 de septiembre de 2007 | Róterdam         | Países Bajos    | Ahoy                                       |
| 20 de septiembre de 2007 | Glasgow          | Inglaterra      | SECC                                       |
| 22 de septiembre de 2007 | Mánchester       | Inglaterra      | MEN Arena                                  |
| 23 de septiembre de 2007 | Newcastle        | Inglaterra      | Metro Radio Arena                          |
| 25 de septiembre de 2007 | Birmingham       | Inglaterra      | NIA Arena                                  |
| 26 de septiembre de 2007 | Cardiff          | Inglaterra      | Cardiff International Arena                |
| 28 de septiembre de 2007 | Londres          | Inglaterra      | Wembley Arena                              |
| 29 de septiembre de 2007 | Londres          | Inglaterra      | Wembley Arena                              |
| 1 de octubre de 2007     | Belfast          | Inglaterra      | Odyssey Arena                              |
| 2 de octubre de 2007     | Dublín           | Irlanda         | RDS Simmonscourt                           |
| 4 de octubre de 2007     | Amberes          | Bélgica         | Sportpaleis                                |
| 6 de octubre de 2007     | Zürich           | Suiza           | Hallenstadion                              |
| 7 de octubre de 2007     | Esch-sur-Alzette | Luxemburgo      | Rockhal                                    |
| 9 de octubre de 2007     | Oslo             | Noruega         | Oslo Spektrum                              |
| 10 de octubre de 2007    | Estocolmo        | Suecia          | Ericsson Globe                             |
| 12 de octubre de 2007    | Helsinki         | Finlandia       | Hartwall Areena                            |
| 14 de octubre de 2007    | Copenhague       | Dinamarca       | Forum Copenhagen                           |
| 16 de octubre de 2007    | Milán            | Italia          | Mediolanum Forum                           |
| 17 de octubre de 2007    | Viena            | Austria         | Wiener Stadthalle                          |
| 19 de octubre de 2007    | Budapest         | Hungría         | Budapest Sports Arena                      |
| 20 de octubre de 2007    | Praga            | República Checa | O2 Arena                                   |
| Norteamérica             |                  |                 |                                            |
| 26 de octubre de 2007    | Las Vegas        | Estados Unidos  | Pearl Concert Theater                      |
| 27 de octubre de 2007    | Anaheim          | Estados Unidos  | Honda Center                               |
| 29 de octubre de 2007    | Tucson           | Estados Unidos  | AVA Amphitheater                           |
| 30 de octubre            | San Diego        | Estados Unidos  | Viejas Arena                               |
| 1 de noviembre de 2007   | Stockton         | Estados Unidos  | Stockton Arena                             |
| 2 de noviembre de 2007   | Oakland          | Estados Unidos  | Oracle Arena                               |
| 3 de noviembre de 2007   | Santa Bárbara    | Estados Unidos  | Santa Barbara Bowl                         |
| 8 de noviembre de 2007   | Phoenix          | Estados Unidos  | Dodge Theatre                              |
| 9 de noviembre de 2007   | Phoenix          | Estados Unidos  | Dodge Theatre                              |

## DVD

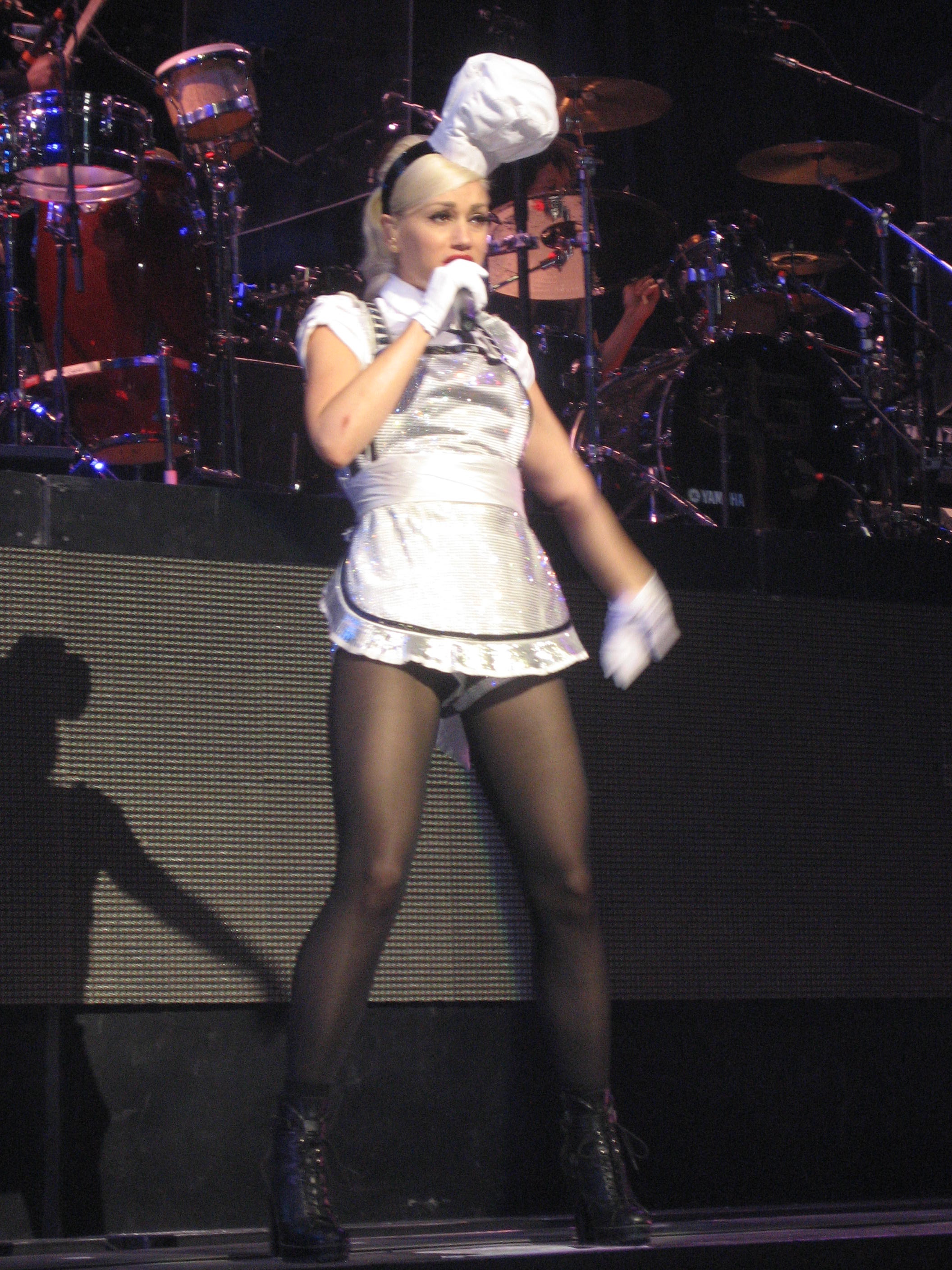
Gwen Stefani cantando Yummy

Gwen anunció en los conciertos del 30 de octubre en el Cox Arena y el del 1 de noviembre en el Stockton Arena que ella estaba grabando el Sweet Escape Tour DVD. 
El espectáculo en el Stockton Arena fue completamente filmado para su DVD en vivo. Para la ocasión especial, Gwen hizo una performance especial de la canción "U started it", la cual solo había sido incluida en pocos shows. Durante el concierto, Gwen, corrió hacia el público para cantar "Cool".